# Grigia ungherese
La grigia ungherese (in ungherese Magyar Szürke), nota anche come Bovino ungherese della steppa, è un'antica razza bovina da carne originaria dell'Ungheria.
La razza appartiene al gruppo dei bovini Podolici ed è ben adattata ai sistemi di pascolo estesi. 

## Storia

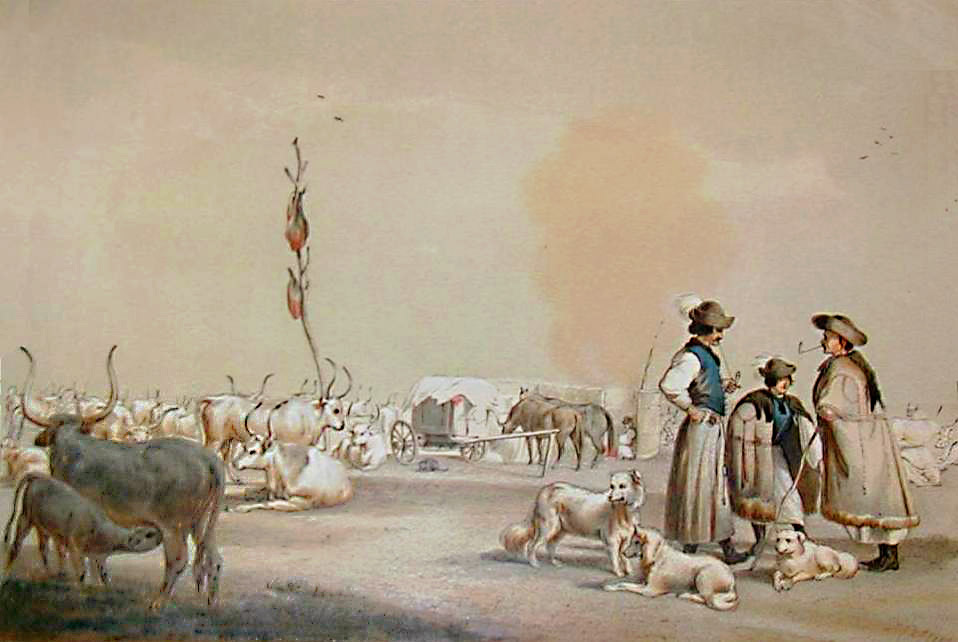
Pastori Gulyás con mucche grigie ungheresi - litografia di Sterio Károly (1821–1862)

Animale quasi "totemico" per gli Ungheresi, la Grigia ha in realtà un'origine storica oscura. In epoca romantica, gli studiosi ungheresi (fond. il paleontologo Kubinyi) vollero legare il loro bestiame tipico ai loro antenati, producendo una teoria secondo la quale la Grigia sarebbe arrivata nelle pianure ungheresi insieme ai Magiari; teoria poi monumentalizzata dal pittore Árpád Feszty che raffigurò esemplari di Grigia al fianco dei mitici sette capitribù magiari nel suo ciclorama "L'arrivo degli Ungheresi". Solo nella seconda metà del XX secolo gli studiosi hanno evidenziato che i reperti ossei bovini del XIII-XIV secolo presentano consistenti differenze rispetto al Bestiame Grigio e, cosa fondamentale, che le lunghe corna oggi distintive della razza non figurano nei reperti anteriori al XV secolo. Si cominciò quindi a ritenere che la Grigia possa essere il frutto di un eterogeneo insieme di antiche razze, alcune antiche carpatiche ed altre raccolte dai razziatori magiari nell'Europa occidentale tra il IX ed il X secolo. Lo studioso Ferencz arrivò a teorizzare che l'origine della Grigia sia da ricercarsi in bovini prelevati dai Magiari nel Nord Italia. L'affermarsi della razza attuale in Ungheria daterebbe certamente a dopo il passaggio dei Mongoli, quando i Cumani s'insediarono in quelle terre.
Certamente esistente nel Tardo Medioevo, la Grigia venne inizialmente utilizzata come bestiame da lavoro. Nel corso dell'Era Moderna, la vocazione mutò in bestiame da carne, quando enormi mandrie di bestiame ungherese iniziarono ad essere stagionalmente spostate verso i grandi mercati dell'Europa Occidentale: Norimberga, Augusta, Monaco di Baviera, Ulm, nonché l'Italia e la Moravia. L'età d'oro del commercio fu il XVII secolo, quando il numero di bovini esportati all'anno era stimato a 100.000: la sola Norimberga acquistava 70.000 animali all'anno. La contesa tra gli Asburgo d'Austria e l'Impero ottomano per il controllo dei territori ungheresi pose però fine a questa transumanza mitteleuropea: Vienna mise sotto monopolio il commercio dei bovini nel 1622 e l'ultima fiera bovina di Norimberga si svolse nel 1713.

Prima di questa repentina interruzione, l'allevamento ed il commercio del bestiame aveva giocato un ruolo fondamentale nell'Ungheria divisa tra Austriaci e Turchi. Enormi fette del territorio ungherese, spopolatesi al volgere del medioevo, erano state destinate all'allevamento del bestiame brado, intorno al quale convergevano gli interessi di grandi comunità di allevatori e città-mercato locali (es. Győr e Sopron). Per non parlare dei ricavi daziari originati dallo spostamento dei capi che non da ultimo aveva contribuito a pagare le spese di Vienna per il mantenimento delle truppe sul confine turco nel Regno d'Ungheria.
Oggi i bovini grigi ungheresi sono tenuti principalmente come attrazioni turistiche nel Parco nazionale di Hortobágy e in altri parchi nazionali ungheresi. Piccoli branchi possono essere trovati in pochi altri posti: es Bocfölde (Ungheria Occ.). Queste mandrie fungono da banche genetiche per l'irrobustimento di razze bovine più deboli in ragione dalla resistenza e della "rusticità" della razza. Nel 1975 erano rimaste solo 300 mucche in due mandrie ma da allora il numero è aumentato, anche grazie agli sforzi di crioconservazione del governo ungherese.

## Morfologia
I bovini grigi ungheresi sono magri e alti. I tori raggiungono un'altezza di 145-155 cm e un peso di 800-900 kg, le mucche 135-140 cm e 500-600 kg. 
Il colore varia dal bianco argenteo al grigio cenere. Come in altre razze podoliche, i vitelli nascono color grano e diventano grigi a circa tre mesi. I bovini grigi ungheresi sono robusti, di facile parto e di lunga vita. Le loro corna sono rivolte verso l'alto e sono lunghe e curve.